# Тритон (спътник)
Вижте пояснителната страница за други значения на Тритон.
Тритон е най-големият естествен спътник на Нептун. Открит е на 10 октомври 1846 г. от английския астроном Уилям Ласел, само 17 дни след откриването на Нептун. Тритон понякога бива наричан Нептун 1.

## Наименование
Спътникът носи името на сина на бога на морето Посейдон от древногръцката митология Тритон. Името е предложено от Камил Фламарион през 1880 г., поради факта, че Уилям Ласел не предлага име за открития от него спътник. Преди откритието на втория спътник на Нептун – Нереида през 1949 г. вместо Тритон се употребява „спътникът на Нептун“.

## Орбита
Тритон е единствен сред големите по размери спътници в Слънчевата система, който има ретроградна орбита. Някои от малките спътници на Юпитер и Сатурн също имат ретроградни орбити, но техният диаметър е не повече от 10% от диаметъра на Тритон. За спътници с ретроградна орбита е невъзможно да са се формирали в същия район на слънчевата мъглявина като планетата, около която са на орбита, а най-вероятно са се образували в друг регион и са прихванати от нейната гравитация. За Тритон се смята, че е обект от пояса на Кайпер, прихванат от гравитацията на Нептун.
Теорията на „прихващането“ на Тритон може да обясни и някои други особености на нептуновата система – голямата ексцентричност на орбитата на най-външния спътник Нереида, малкото на брой спътници в сравнение с другите газови гиганти. По време на прихващането си, Тритон вероятно е пресякъл орбитите на множество от тогавашните спътници на Нептун, отклонявайки ги с голямата си гравитация. Наблюдаваната диференциация на вътрешността на спътника (вътрешността на Тритон в миналото е била течна) може да се обясни с голямата ексцентричност на първоначалната му орбита около Нептун, която впоследствие след милиарди години е загубила ексцентрицитета си под въздействието на приливните сили на планетата. Ексцентрицитетът на планетата е вероятно най-малкия на тяло от Слънчевата система и е равен на 0 с точност от 16 позиции след десетичната запетая.
Поради ретроградното си движение, приливните сили на Нептун постепенно понижават орбитата на Тритон. След около 1,4 – 3,6 милиарда години спътникът ще премине границата на Рош (). Тогава най-вероятно Тритон ще бъде погълнат от атмосферата на Нептун, но разпръсването му в планетарен пръстен също е възможно.

## Сезони
Оста на въртене на Тритон е под необичайно голям наклон спрямо оста на въртене на Нептун – 157°, която от своя страна е под 30° към орбиталната равнина на планетата. В резултат на това оста на въртене на Тритон сочи в приблизителната посока на Слънцето два пъти в рамките на една нептунова година. В други моменти от орбитата на Нептун около Слънцето, полюсите на Тритон са осветени. По време на сближаването на Вояджър с Тритон през 1986 г. беше сниман южният полюс на спътника, покрит с „ледена шапка“ от замръзнал азот и метан.

## Физически характеристики
Плътността на Тритон е 2 g/cm³ сочеща вероятен състав от 25% лед и 75% скален материал. Спътникът има тънка азотна атмосфера с малки примеси от метан, налягането на която е 0,01 милибара. Температурата на повърхността на Тритон е 34,5 K, което го прави по-студен дори от Плутон, чиято средна температура е 44 K. Тритон е геологично активен, като повърхността му е сравнително нова и с малко кратери. Вояджър 2 наблюдава множество криовулканични изригвания от течен азот, твърди частици и метан от повърхността на планетата, достигащи на височина до 8 km. За тези изригвания се смята, че са породени от слънчевата топлина, за разлика от приливните сили в случая на Йо. Разкрити са също множество от хребети и долини, вероятно породени от циклично замръзване и размразяване на материал от повърхността.

## Наличие на живот
Поради интензивното си нагряване от приливните сили на Нептун, за Тритон се смята, че в миналото е бил подходящ за развитието на живот в течните слоеве под повърхността. Наличието на живот към наши дни обаче е малко вероятно поради отсъствието на приливно нагряване, голямата отдалеченост от Слънцето и факта, че орбитата на спътника се намира във вътрешността на йонизиращата магнитосфера на Нептун.